# Tiberi Claudi Salinàtor Fusc
Tiberi Claudi Salinator Fusc (llatí: Tiberius Claudius Salinator Fuscus) va ser un orador romà de gran eloqüència i erudició, membre d'una família senatorial. Era contemporani i amic de Plini el jove. Es va destacar pel seu caràcter sobri i simple.
L'any 118 fou cònsol amb el mateix emperador Hadrià com a col·lega. Es va casar amb una filla de Juli Servià, Júlia Serviana Paulina, i va tenir un fill, que a 19 anys va ser executat juntament amb Servià, per ordre d'Hadrià, que els va acusar d'aspirar a l'imperi. Dió Cassi diu que Fusc i Servià van ser condemnats a mort per haver mostrat de forma imprudent el seu desacord en l'elecció de Luci Celoni Còmmode com a successor designat d'Hadrià.